# Jack Willie Lipitoa
Jack Willie Lipitoa QSM NDSC (nascut circa 1933) és un polític niueà, antic membre de l'Assemblea de Niue. És el germà gran de l'antic ministre del govern Enetama Lipitoa.
Lipitoa va treballar com a professor, primer a Matalave i després a l'Institut de Niue. Va ser elegit membre de l'Assemblea de Niue per primer cop en les eleccions generals de 1987, en substitució del seu germà que va passar a presentar-se en la circumscripció de tota l'illa. Ha estat reelegit en cada elecció des de llavors. Es va retirar en les eleccions generals de 2023.

## Honors
Lipitoa va rebre la Medalla del Servei de la Reina en la Cerimònia d'Honors de l'Aniversari de la Reina de 1999. En els Premis Nacionals de Niue de 2021, va rebre la Creu del Servei Distingit de Niue.